# Sara Corrales

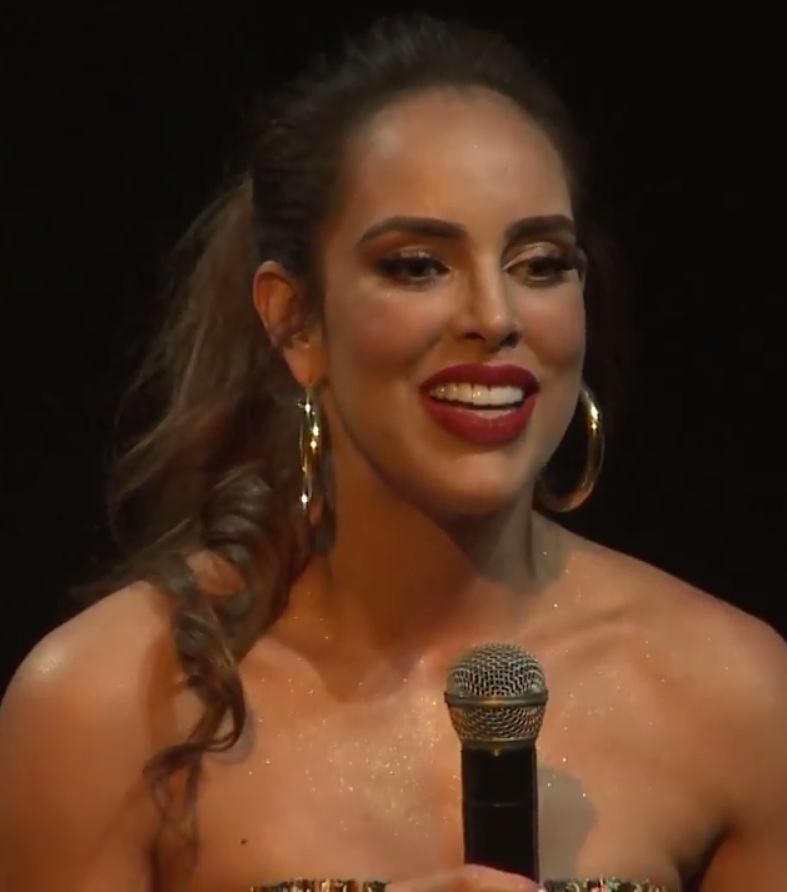
Sara Corrales (2018).

Sara María Corrales Castillo (Medellín, 27 dicembre 1985) è un'attrice colombiana, interprete di telenovelas.

## Filmografia
- Todos quieren con Marilyn (2004)
- Merlina mujer divina (2006)
- En los tacones de Eva (2006)
- La marca del deseo (2007)
- Vecinos (2008)
- Victorinos (2009)
- El xlon (2010)
- Ojo por ojo (2010)
- El secretario (2013)
- El señor de los cielos (2013-2014)
- El capitán Camacho (2015)
- Despertar contigo (2016-2017)
- Vuelve temprano (2016-2017)
- La doble vida de Estela Carrillo (2017)
- Mi camino es amarte (2023-2024)